# Arcadia (Indiana)
Arcadia ist eine Town im Hamilton County im Bundesstaat Indiana in den USA. Das U.S. Census Bureau hat bei der Volkszählung 2020 eine Einwohnerzahl von 1.515 ermittelt.

## Geschichte
Arcadia wurde 1849 entlang einer geplanten Eisenbahnstrecke zwischen Indianapolis und Peru (Indiana) gegründet.

## Bevölkerung
Die Bevölkerung der Stadt betrug 2020 laut Volkszählung 1515 Einwohner, verteilt auf 582 Haushalte und 427 Familien. 92,01 % der Bevölkerung waren Weiße, 0,66 % Afroamerikaner, 0,72 % Indianer und 0,52 % gehörten anderen Rassen an.

## Söhne und Töchter der Stadt
- Edward Oliver Essig (1884–1964), Entomologe und Wissenschaftshistoriker.